# 李守素
李守素（？—？），赵州人，出自赵郡李氏东祖，是东魏冀州司马李公绪之孙，邵州司户参军李少连之子，李守冲、李守玄、李守忱、李延祖的兄弟，祖上世代为山东著名的家族。

## 生平
武德四年冬十月（621年），李世民平定王世充后，让李守素暂时代理天策上将府仓曹参军，与大行台司勋郎中杜如晦、记室考功郎中房玄龄、记室考功郎中志宁、军谘祭酒苏世长，天策府记室薛收、文学褚亮、文学姚思廉、太学博士陆德明、太学博士孔颖达、主簿李玄道、记室参军虞世南、参军事蔡允恭、参军事颜相时，著作佐郎摄记室许敬宗、著作佐郎摄记室薛元敬、太学助教盖文达、军谘典籤苏勗，都以本身的官职兼任文学馆学士，薛收去世后，又征召东虞州录事参军刘孝孙进入文学馆。不久派阎立本将十八人的相貌绘制成画，题写他们的姓名和表字、官爵和乡里，命令褚亮为画像撰写赞辞，号称《十八学士写真图》，收藏于藏书的库府，以表示对贤者以礼相待的程度。十八学士都给予珍贵的食物，分为三批，轮值于屋门之下。每到没有军国重事，下朝回家休息的闲暇之时，李世民都接见十八学士，向他们访问政事，讨论古代典籍，谈论前代的记载，之间没有通常的礼节。当时参与文学馆的学士为天下人所仰慕，称之为“登瀛洲”。
李守素特别善于谱牒学，从晋朝、刘宋以来，全国各地的士族及各种功臣权贵，华夏及少数民族的世家大族，没有不详细研究的，当时号称“人肉谱牒”。李守素曾经与虞世南谈论人物，说到江东、山东人物时，虞世南还能应酬对答，等到说及代北的高官，李守素的条理如流水一样快，阐明他们先祖的功业，都有援引证据，虞世南只是拍手而笑，再也不能答话，叹气说：“人肉谱牒到底是可怕。”许敬宗接着说：“李守素因为善于谈论人物，因此得到这个称号，虽然是好事，但不是高雅的名称。您既然一席话将他作为标准，应当给他改个称号。”虞世南说：“昔日任昉畅谈儒家经书，南梁称他为‘装载五经的竹箱’，今日称李守素为‘记录人物的书籍’，怎么样？”当时渭州刺史李淹也懂得谱牒学，李守素所讨论的内容，只有李淹能抗衡。貞觀初年，李守素去世。

## 评价
褚亮：贤能而学识渊博，就像沐浴在你高洁的品德中，在文坛中浮想骋思，于众人谈论之处超群出众。

## 延伸阅读
[在维基数据编辑]
 《新唐書·卷102》，出自《新唐書》
 在维基共享资源阅览影像